# Большеключинский сельсовет
Большеключинский сельсовет - сельское поселение в Рыбинском районе Красноярского края.
Административный центр — село Большие Ключи.

## История
Статус и границы сельского поселения установлены Законом Красноярского края от 18 февраля 2005 года № 13-3019 «Об установлении границ и наделении соответствующим статусом муниципального образования Рыбинский район и находящихся в его границах иных муниципальных образований»

## Население
| 2010 | 2012 | 2013 | 2014 | 2015 | 2016 | 2017 |
| ---- | ---- | ---- | ---- | ---- | ---- | ---- |
| 502  | ↘483 | ↗490 | ↗508 | ↗516 | ↘512 | ↗528 |

## Состав сельского поселения
В состав сельского поселения входит один населённый пункт — село Большие Ключи.

## Местное самоуправление
Большеключинский сельский Совет депутатов
Дата избрания: 04.03.2012. Срок полномочий: 5 лет. Количество депутатов:  7
Глава муниципального образования: 
 Штоль Татьяна Владимировна. Дата избрания: 04.03.2012. Срок полномочий: 5 лет